# Sin huellas
Sin huellas es una serie de televisión por internet española de comedia negra y Wéstern contemporáneo creada por Carlos de Pando, Sara Antuña, Gabi Ochoa y Héctor Beltrán para Amazon Prime Video. Está producida por Zeta Studios y protagonizada por Carolina Yuste y Camila Sodi. Se estrenó en Amazon el 17 de marzo de 2023.

## Trama
La serie sigue a dos limpiadoras, Desi (Carolina Yuste) y Cata (Camila Sodi), que recientemente han sido despedidas de la noche a la mañana. Las chicas ven la solución a sus problemas en un encargo que consiste en limpiar la mansión de los Roselló, una de las familias más poderosas de Alicante. Sin embargo, todo se pone patas arriba cuando se encuentran con el cadáver de la mujer y, además, descubren que han dejado la escena del crimen completamente limpia, lo que las meterá en más de un problema con mucha gente.

## Reparto

### Principal
- Carolina Yuste como Desiré "Desi" Montaya
- Camila Sodi como Catalina "Cata" Prado

### Secundario
- Silvia Alonso como Irene
- Leonardo Ortizgris como Ubaldo
- Borja Luna como Néstor Máñez
- Pastora Vega como Mariana (Episodio 1; Episodio 4 - Episodio 6; Episodio 8)
- María Esteve como Marisa Roselló † (Episodio 1; Episodio 6 - Episodio 7)
- Adrian Grösser como Luís
- Beka Lemonjava como Sergei Poliakoff
- Pavel Anton como Yuri Poliakoff
- Abraham Arenas como Miguel Montoya (Episodio 1 - Episodio 5; Episodio 8)
- Álex Gadea como Eduardo Roselló (Episodio 2 - Episodio 8)
- Adriana Torrebejano como Lucrecia Pallarés (Episodio 2; Episodio 4 - Episodio 8)
- Jaroslaw Bielski como Esteban Poliakoff † (Episodio 2 - Episodio 7)

### Recurrente
- Bruno Oro como Quique (Episodio 1; Episodio 4 - Episodio 5; Episodio 8)
- Sara Nieto como Gloria (Episodio 1; Episodio 3; Episodio 8)
- Mia Martínez como Esmeralda (Episodio 1; Episodio 3; Episodio 8)
- Noah Domínguez como Jenny (Episodio 1 - Episodio 3; Episodio 8)
- Manuela Rubio como Teresa (Episodio 2 - Episodio 3; Episodio 6; Episodio 8)
- Jorge Suquet como Joaquín (Episodio 2; Episodio 4 - Episodio 5; Episodio 7 - Episodio 8)
- Gaile Butvilaite como Marlene (Episodio 3 - Episodio 8)
- Abril Borrás como Sofía (Episodio 4 - Episodio 6; Episodio 8)
- Iván Morales como Comisario Banyuls (Episodio 4; Episodio 6 - Episodio 7)
- Mar del Hoyo como Rosa (Episodio 5 - Episodio 6; Episodio 8)

## Episodios
| N.º | Título                | Dirigido por                            | Escrito por                                                  | Fecha de emisión original |
| --- | --------------------- | --------------------------------------- | ------------------------------------------------------------ | ------------------------- |
| 1   | «Bamboleo»            | Paco Caballero                          | Carlos de Pando, Sara Antuña, Gabriel Ochoa y Héctor Beltrán | 17 de marzo de 2023       |
| 2   | «Basura»              | Paco Caballero                          | Carlos de Pando, Sara Antuña, Gabriel Ochoa y Héctor Beltrán | 17 de marzo de 2023       |
| 3   | «Fugitivas»           | Koldo Serra                             | Carlos de Pando, Sara Antuña, Gabriel Ochoa y Héctor Beltrán | 17 de marzo de 2023       |
| 4   | «Las cositas claras»  | Paco Caballero                          | Carlos de Pando, Sara Antuña, Gabriel Ochoa y Héctor Beltrán | 17 de marzo de 2023       |
| 5   | «Dakota»              | Samantha López Speranza y Gemma Ferraté | Carlos de Pando, Sara Antuña, Gabriel Ochoa y Héctor Beltrán | 17 de marzo de 2023       |
| 6   | «Zapatos nuevos»      | Samantha López Speranza                 | Carlos de Pando, Sara Antuña, Gabriel Ochoa y Héctor Beltrán | 17 de marzo de 2023       |
| 7   | «La caza»             | Koldo Serra                             | Carlos de Pando, Sara Antuña, Gabriel Ochoa y Héctor Beltrán | 17 de marzo de 2023       |
| 8   | «El salvaje Alicante» | Koldo Serra                             | Carlos de Pando, Sara Antuña, Gabriel Ochoa y Héctor Beltrán | 17 de marzo de 2023       |

## Producción
El 20 de septiembre de 2021, Amazon Prime Video anunció que había dado luz verde a una serie de comedia negra creada y escrita por Carlos de Pando, Sara Antuña, Gabi Ochoa y Héctor Beltrán, que estaría producida por Zeta Studios y dirigida por Paco Caballero, Gema Ferraté, Samantha López Speranza y Koldo Serra. En noviembre de 2021, se anunció que el rodaje de la serie había comenzado en la provincia de Alicante, particularmente en el centro de la ciudad de Alicante y la avenida de  Villajoyosa, con un reparto formado por Carolina Yuste, Camila Sodi, Silvia Alonso, Borja Luna, Álex Gadea, Adrian Grösser, Adriana Torrebejano, Leonardo Ortizgris y Pastora Vega.

## Lanzamiento y marketing
La serie fue presentada por primera vez a los medios el 8 de mayo de 2022. El 26 de enero de 2023, Amazon Prime Video sacó el primer teaser de la serie y anunció que la serie se estrenará en marzo de 2023.